# Abrigo del Plano del Pulido
El abrigo del Plano del Pulido es un abrigo que contiene pinturas rupestres de estilo levantino. Está situado en el término municipal de Caspe (Aragón), en España. Se trata de uno de los pocos abrigos de los que se tiene noticia que contengan arte rupestre de estilo levantino en la provincia de Zaragoza. Forma parte del conjunto del arte rupestre del arco mediterráneo de la península ibérica, que fue declarado Patrimonio de la Humanidad por la Unesco (ref. 874.649). También fue declarado Bien de Interés Cultural con el código RI-51-0009509.

## Descripción
En el llamado «Plano del Pulido», y sobre un conjunto de cota 235 m, se encuentra una pequeña oquedad de 81 cm, protegida por una visera rocosa, en la que se concentran cuatro figuras de animales y restos de otra más, pintada rojo al estilo «levantino».
Las pinturas se presentan muy deterioradas y afectadas por la intervención de personas que han destruido una buena parte de ellas con instrumentos cortantes y machacándolas con piedras. No obstante, se aprecian bien las figuras de un gran cérvido, bastante naturalista, parte de otro y una cierva. Además hay parte de los cuartos traseros de otro cérvido más pequeño y manchas de un posible arquero.
Una primera evaluación las sitúa en la fase Plena, de Beltrán, o en la, estilizada estática (fase b), de Ripoll, aunque el gran cérvido central podría ser algo más antiguo.